# Liste der Monuments historiques in Battrans
Die Liste der Monuments historiques in Battrans führt die Monuments historiques in der französischen Gemeinde Battrans auf.

## Liste der Objekte
| Bezeichnung              | Beschreibung                                                                                          | Standort                                | Kennzeichnung | Schutzstatus | Datum | Bild |
| ------------------------ | --- | --------------------------------------- | ------------- | ------------ | ----- | ---- |
| Hauptaltar               | Retabel und zwei Reliefs; Holz und Stuck, farbig gefasst und vergoldet, 1786, Entwurf Anatole Amoudru | in der Kirche Sts-Pierre-et-Paul (Lage) | PM70000095    | Classé       | 1962  |      |
| Gemälde Petrus           | Ölfarbe auf Leinwand, Ende des 18. Jahrhunderts von François Devosge                                  | in der Kirche Sts-Pierre-et-Paul (Lage) | PM70000096    | Classé       | 1962  |      |
| Kommunionbank            | Schmiedeeisen, 18. Jahrhundert                                                                        | in der Kirche Sts-Pierre-et-Paul (Lage) | PM70002032    | Inscrit      | 1994  |      |
| Linker Seitenaltar       | Altartisch und Retabel; Holz und Stuck, farbig gefasst, 1786, Entwurf Anatole Amoudru                 | in der Kirche Sts-Pierre-et-Paul (Lage) | PM70002033    | Inscrit      | 1994  |      |
| Rechter Seitenaltar      | Altartisch und Retabel; Holz und Stuck, farbig gefasst, 1786, Entwurf Anatole Amoudru                 | in der Kirche Sts-Pierre-et-Paul (Lage) | PM70002034    | Inscrit      | 1994  |      |
| Kanzel                   | Holz und Stuck, farbig gefasst, um 1800                                                               | in der Kirche Sts-Pierre-et-Paul (Lage) | PM70002035    | Inscrit      | 1994  |      |
| Skulptur Heilige Barbara | Holz, vergoldet, 18. Jahrhundert                                                                      | in der Kirche Sts-Pierre-et-Paul (Lage) | PM70002062    | Inscrit      | 1989  |      |
| Skulptur eines Abts      | Holz, 18. Jahrhundert                                                                                 | in der Kirche Sts-Pierre-et-Paul (Lage) | PM70002063    | Inscrit      | 1989  |      |
| Kruzifix                 | Holz, farbig gefasst, 16. Jahrhundert                                                                 | in der Kirche Sts-Pierre-et-Paul (Lage) | PM70002064    | Inscrit      | 1989  |      |
| Skulptur Petrus          | Holz, farbig gefasst, 16. oder 17. Jahrhundert                                                        | in der Kirche Sts-Pierre-et-Paul (Lage) | PM70002065    | Inscrit      | 1989  |      |